# (5417) Solovaya
(5417) Solovaya est un astéroïde de la ceinture principale.

## Description
(5417) Solovaya est un astéroïde de la ceinture principale. Il fut découvert le 24 août 1981 à l'observatoire Kleť par Ladislav Brožek. Il présente une orbite caractérisée par un demi-grand axe de 2,30 UA, une excentricité de 0,13 et une inclinaison de 1,5° par rapport à l'écliptique.

## Compléments